# Carole Howald
Carole Howald (Berna, 29 de marzo de 1993) es una deportista suiza que compite en curling.
Ganó ocho medallas en el Campeonato Mundial de Curling entre los años 2014 y 2025, y cuatro medallas en el Campeonato Europeo de Curling entre los años 2014 y 2024.
Participó en los Juegos Olímpicos de Pekín 2022, ocupando el cuarto lugar en la prueba femenina.

## Palmarés internacional
| Campeonato Mundial | Campeonato Mundial        | Campeonato Mundial | Campeonato Mundial |
| Año                | Lugar                     | Medalla            | Prueba             |
| ------------------ | ------------------------- | ------------------ | ------------------ |
| 2014               | Saint John (Canadá)       | Medalla de oro     | Equipo             |
| 2015               | Sapporo (Japón)           | Medalla de oro     | Equipo             |
| 2016               | Swift Current (Canadá)    | Medalla de oro     | Equipo             |
| 2021               | Calgary (Canadá)          | Medalla de oro     | Equipo             |
| 2022               | Prince George (Canadá)    | Medalla de oro     | Equipo             |
| 2023               | Sandviken (Suecia)        | Medalla de oro     | Equipo             |
| 2024               | Sydney (Canadá)           | Medalla de plata   | Equipo             |
| 2025               | Uijeongbu (Corea del Sur) | Medalla de plata   | Equipo             |
| Campeonato Europeo |                           |                    |                    |
| Año                | Lugar                     | Medalla            | Prueba             |
| 2014               | Champéry (Suiza)          | Medalla de oro     | Equipo             |
| 2022               | Östersund (Suecia)        | Medalla de plata   | Equipo             |
| 2023               | Aberdeen (Reino Unido)    | Medalla de oro     | Equipo             |
| 2024               | Lohja (Finlandia)         | Medalla de oro     | Equipo             |